# Popoli
Pour l’article homonyme, voir Popoli (homonymie).
Popoli est une commune de la province de Pescara, dans les Abruzzes, en Italie.

## Administration
| Période                                  | Période  | Identité          | Étiquette | Qualité |
| ---------------------------------------- | -------- | ----------------- | --------- | ------- |
| 30 mai 2006                              | En cours | Emidio Castricone |           |         |
| Les données manquantes sont à compléter. |          |                   |           |         |

### Communes limitrophes
Bussi sul Tirino, Collepietro (AQ), Corfinio (AQ), San Benedetto in Perillis (AQ), Tocco da Casauria, Vittorito (AQ).

## Jumelages
- Jarny (France).